# بروس دارنيل
بروس دارنيل (بالإنجليزية: Bruce Darnell)‏ هو مصمم رقص وعارض أمريكي، ولد في 19 يوليو 1957 في كولورادو في الولايات المتحدة.

## وصلات خارجية
- بروس دارنيل على موقع IMDb (الإنجليزية)
- بروس دارنيل على موقع قاعدة بيانات الفيلم (الإنجليزية)